# Collegio di Brigg and Immingham
Brigg and Immingham è un collegio elettorale situato nel Lincolnshire, nella regione dello Yorkshire e Humber, e rappresentato alla Camera dei comuni del Parlamento del Regno Unito. Elegge un membro del parlamento con il sistema first-past-the-post, ossia maggioritario a turno unico; l'attuale parlamentare è Martin Vickers del Partito Conservatore, che rappresenta il collegio dal 2024.

## Estensione
Il collegio comprende i seguenti ward:
- nel distretto del North East Lincolnshire: Humberston and New Waltham; Immingham; Scartho; Waltham e Wolds;
- nel distretto di North Lincolnshire: Barton; Brigg and Wolds (eccetto Cadney e Howsham); Broughton and Scawby (eccetto Scawby); Burton upon Stather and Winterton (solo Appleby, Dragonby, Roxby e Santon) e Ferry.[1]

## Membri del parlamento
| Elezione | Elezione | Deputato       | Partito      |
| -------- | -------- | -------------- | ------------ |
|          | 2024     | Martin Vickers | Conservatore |

## Elezioni

### Elezioni negli anni 2020
| Partito                    | Partito                                         | Candidato                  | Risultati 4 luglio 2024 | Risultati 4 luglio 2024 |
| Partito                    | Partito                                         | Candidato                  | Voti                    | %                       |
| -------------------------- | ----------------------------------------------- | -------------------------- | ----------------------- | ----------------------- |
|                            | Conservatore                                    | Martin Vickers             | 15 905                  | 37,42                   |
|                            | Laburista                                       | Najmul Hussain             | 12 662                  | 29,79                   |
|                            | Reform UK                                       | Paul Ladlow                | 10 594                  | 24,92                   |
|                            | Verdi                                           | Amie Watson                | 1 905                   | 4,48                    |
|                            | Lib Dem                                         | Eleanor Rylance            | 1 442                   | 3,39                    |
|                            |                                                 |                            |                         |                         |
| Iscritti                   | Iscritti                                        | Iscritti                   | 74 297                  | 100,00                  |
| ↳ Votanti (% su iscritti)  | ↳ Votanti (% su iscritti)                       | ↳ Votanti (% su iscritti)  | 42 508                  | 57,21                   |
| ↳ Astenuti (% su iscritti) | ↳ Astenuti (% su iscritti)                      | ↳ Astenuti (% su iscritti) | 31 789                  | 42,79                   |
|                            |                                                 |                            |                         |                         |
|                            | Esito: collegio a Conservatore (nuovo collegio) |                            |                         |                         |